# Ложечник, Сергей Васильевич
Сергей Васильевич Ложечник (бел. Сяргей Васільевіч Ложачнік; 10 ноября 1981, Петковичи, Дзержинский район, Минская область, Белорусская ССР, СССР) — белорусский государственный деятель.

## Биография
Родился 10 ноября 1981 года в деревне Петковичи. В 2007 году окончил Могилёвский государственный университет продовольствия по специальности машины и аппараты пищевых производств, присвоена квалификация инженер-механик, затем, в 2013 — Академию управления при Президенте Републики Беларусь по специальности управление агропромышленным комплексом.
Трудовую деятельность начал в 2001 году механиком сельскохозяйственного производственного кооператива «Крутогорье-Петковичи». Также работал механиком, формовщиков, инженер-технологом. С 2009 по 2011 — начальник Государственной продовольственной инспекции по качеству и стандартизации — главный государственный инспектор Департамента ветеринарного и продовольственного надзора Министерства сельского хозяйства и продовольствия Республики Беларусь. С 2011 по 2013 — директор ОАО «Щучинский маслосырзавод».
5 марта 2013 года был назначен на должность Председателя Щучинского районного исполнительного комитета.
12 сентября 2019 года по решению Президента Республики Беларусь Александра Лукашенко Сергей Ложечник был назначен на должность Председателя Лидского районного исполнительного комитета. 16 сентября 2019 года местных совет депутатов утвердил его кандидатуру. Занимал эту должность до осени 2024 года, когда его сменил Александр Версоцкий.

## Личная жизнь
Женат, воспитывает дочь.